# Nelly Landry
Nelly Adamson Landry (28 de diciembre de 1916 – 22 de febrero de 2010) fue una tenista belga, que se nacionalizó francesa después de su matrimonio. Fue campeona del Roland Garros batiendo en la final a Shirley Fry y finalista en 1938, perdiendo ante Simonne Mathieu y en 1949 ante Margaret Osborne duPont.
Según John Olliff del The Daily Telegraph y el Daily Mail, Landry se situó en el top 10 entre 1946 y 1948 (no hubo ránkings entre 1940 y 1945), llegando al número 7 en 1946.
Nelly Adamson se casó con Pierre Henri Landry en febrero de 1937 y después con Marcel Renault, ambos entrenadores de tenistas.

## Finales Individuales de Grand Slam

### Ganados (1)
| Año  | Campeonato    | Oponente en la Final | Marcador en la Final |
| 1948 | Roland Garros | Shirley Fry          | 6–2, 0–6, 6–0        |

### Finalista (2)
| Año  | Campeonato    | Oponente en la Final    | Marcador en la Final |
| 1938 | Roland Garros | Simonne Mathieu         | 0–6, 3–6             |
| 1949 | Roland Garros | Margaret Osborne duPont | 5–7, 2–6             |

## Línea de Tiempo en Individuales en Grand Slam
| Torneo               | 1933  | 1934  | 1935  | 1936  | 1937  | 1938  | 1939  | 1940  | 1941-1944 | 1945  | 1946  | 1947  | 1948  | 1949  | 1950  | 1951  | 1952  | 1953  | 1954  | Récord en Individuales |
| -------------------- | ----- | ----- | ----- | ----- | ----- | ----- | ----- | ----- | --------- | ----- | ----- | ----- | ----- | ----- | ----- | ----- | ----- | ----- | ----- | ---------------------- |
| Abierto de Australia | A     | A     | A     | A     | A     | A     | A     | A     | NH        | NH    | A     | A     | A     | A     | A     | A     | A     | A     | A     | 0 / 0                  |
| Roland Garros        | A     | 2R    | 3R    | QF    | A     | F     | A     | NH    | R         | A     | QF    | A     | W     | F     | A     | A     | A     | QF    | SF    | 1 / 9                  |
| Wimbledon            | 1R    | 2R    | 1R    | 4R    | A     | A     | A     | NH    | NH        | NH    | A     | A     | QF    | 3R    | A     | A     | 4R    | 4R    | 2R    | 0 / 9                  |
| US Open              | A     | A     | A     | A     | A     | A     | A     | A     | A         | A     | A     | A     | 3R    | A     | A     | A     | 1R    | A     | A     | 0 / 2                  |
| Récord               | 0 / 1 | 0 / 2 | 0 / 2 | 0 / 2 | 0 / 0 | 0 / 1 | 0 / 0 | 0 / 0 | 0 / 0     | 0 / 0 | 0 / 1 | 0 / 0 | 1 / 3 | 0 / 2 | 0 / 0 | 0 / 0 | 0 / 2 | 0 / 2 | 0 / 2 | 1 / 20                 |

NP = No se llevó a cabo el torneo.
R = Torneo restringido a franceses debido a la ocupación alemana.
A = No participó en el torneo.